# Успенка (Александровський район)
Успе́нка (рос. Успенка) — село у складі Александровського району Оренбурзької області, Росія.

## Населення
Населення — 85 осіб (2010; 150 у 2002).
Національний склад (станом на 2002 рік):
- росіяни — 85 %